# Bölcsészhallgatók Könyvtára
A Bölcsészhallgatók Könyvtára egy 20. század első felében megjelent humán-tudományi könyvsorozat volt, amely a Budapesti Királyi Magyar Pázmány Péter Tudományegyetem Bölcsészettudományi Karán tartott előadásokat bocsátott összegyűjtve az érdeklődők (elsősorban egyetemi hallgatók) elé.
- 1. Pauler Ákos: Az ókori filozófia története Thalestől Platonig, 1931
- 2. Pauler Ákos: Didaktika, 1931
- 3. Brandenstein Béla: Lélektan, 1931
- 4. A filozófia történetének repititóriuma, 1931
- 5. Pauler Ákos: Lélektan, 1932
- 6. Pauler Ákos: Az ókori filozófia története Platontól kezdve, 1932
- 7. Brandenstein Béla: Kant és a német idealizmus, 1932
- 8. Brandenstein Béla: Kultúrfilozófia, 1932
- 9. Császár Elemér: Bevezetés a magyar irodalomtörténetírás technikájába, 1932
- 10. Zlinszky Aladár: Bevezetés a politikába, 1935
- 11. Zlinszky Aladár: Poétika I. Epika A kisebb epikai műfajok (több kötet nem készült el), 1937